# Nikołaj Żewachow
Nikołaj Dawidowicz Żewachow (ur. 24 grudnia 1874 w majątku Linowica w guberni połtawskiej, zm. 16 kwietnia 1945 w Wiedniu) – rosyjski działacz polityczny i cerkiewny, autor wspomnień i publicysta.

## Życiorys
Pochodził z książęcej rodziny gruzińskiej Dżawachiszwili, która w XVIII w. zmieniła nazwisko na rosyjskie Żewachow. Jego bratem bliźniakiem był Władimir Żewachow, w zakonie Joazaf, w 1926 wyświęcony na biskupa dmitriewskiego
.
Ukończył studia prawnicze na Uniwersytecie Kijowskim. Jako student brał udział w przeprowadzaniu spisu powszechnego w Imperium Rosyjskim w 1897. W latach 1900–1902 pracował w kancelarii generał-gubernatora kijowskiego, podolskiego i wołyńskiego. W 1902 objął stanowisko jednego z naczelników ziemskich w powiecie (ujeździe) piriatyńskim guberni połtawskiej, gdzie jego rodzina posiadała majątek ziemski (386 dziesięcin). Po trzech latach został przeniesiony do pracy w Kancelarii Cesarskiej w Petersburgu. W 1906 spędził miesiąc w monasterze Narodzenia Matki Bożej i św. Pafnucego Borowskiego w Borowsku i zastanawiał się nad wstąpieniem do monasteru. Chociaż był kawalerem i nigdy nie założył rodziny, ostatecznie nie podjął takiej decyzji.
Brał udział w procesie kanonizacyjnym biskupa biełgorodzkiego Joazafa, daleko spokrewnionego z Żewachowymi. Od 1906 zbierał informacje na temat hierarchy, które razem z tekstami autorstwa Joazafa wydał w latach 1907-1909 w Kijowie w obszernym trzytomowym wydaniu. W 1909 stanął na czele utworzonej przez Świątobliwy Synod Rządzący komisji zajmującej się przygotowaniami do kanonizacji biskupa, która odbyła się ostatecznie w 1911. Podczas procesu kanonizacyjnego Nikołaj Żewachow poznał biskupa kurskiego Pitirima, w którego jurysdykcji znajdował się Biełgorod, miasto, w którym służył Joazaf. W styczniu 1911 razem z ks. Joannem Wostorgowem udał się do Bari, by na polecenie Cesarskiego Prawosławnego Towarzystwa Palestyńskiego zakupić działkę budowlaną z przeznaczeniem na dom dla rosyjskich pielgrzymów oraz cerkwi św. Mikołaja. Następnie Nikołaj Żewachow kontrolował prace nad ich wznoszeniem.
W 1914 z ramienia Kancelarii Cesarskiej pracował w międzyresortowej grupie zajmującej się organizacją szkół nauczycielskich prowadzonych przez Rosyjski Kościół Prawosławny. W 1914 otrzymał rangę dworską kamerjunkra, zaś rok później - cywilną rangę radcy stanu. Również w 1915 został nadetatowym zastępcą sekretarza stanu przy Radzie Państwa, zaś w grudniu tego samego roku wszedł, także jako członek nadetatowy, do rady głównego urzędu ds. druku.
Od 1913 był honorowym sędzią pokoju w okręgu piriatyńskim, zaś od 1915 - honorowym opiekunem szkół cerkiewno-parafialnych w III dekanacie obejmującym część powiatu piriatyńskiego.
We wrześniu 1915 nazwisko Żewachowa po raz pierwszy pojawia się w korespondencji między carycą Aleksandrą Fiodorowną a carem Mikołajem II; caryca pozytywnie wypowiadała się na jego temat i sugerowała powierzenie mu stanowiska zastępcy oberprokuratora Świętego Synodu. W październiku tego samego roku Żewachow udał się do kwatery naczelnego dowódcy wojsk rosyjskich w Mohylewie z kopią Kazańskiej Ikony Matki Bożej i poprosił cara, by wizerunek ten został przeniesiony przed oddziałami rosyjskimi na pierwszej linii frontu. Protoprezbiter Gieorgij Szawielski zapisał w swoich wspomnieniach, że zarówno Mikołaj II, jak i gen. Aleksiejew uznali takie działanie za niewykonalne (Żewachow w swoich pamiętnikach twierdził, że przeniesienie ikony udaremnił ks. Szawielski). Dzięki protekcji carycy, która interesowała się jego działalnością religijną i społeczną, a prawdopodobnie także dzięki poparciu Rasputina (jego protegowanym był metropolita petersburski Pitirim, z którym Żewachow utrzymywał bliskie kontakty), Żewachow został w 1916 II zastępcą oberprokuratora Świętego Synodu Nikołaja Rajewa, a następnie p.o. zastępcy. W tym samym roku otrzymał również rangi rzeczywistego radcy stanu (cywilna) oraz kamergera (dworska), natomiast w 1916 został odznaczony orderem św. Włodzimierza IV stopnia.
Jak twierdził Żewachow w swoich wspomnieniach, 27 lutego 1917 zasugerował na posiedzeniu Świętego Synodu publikację apelu do Rosjan z potępieniem wystąpień rewolucyjnych, jednak jego koncepcja nie zyskała poparcia. 1 marca został aresztowany, jednak cztery dni później odzyskał wolność i wyjechał z Piotrogrodu do Kijowa, a stamtąd do majątków rodzinnych. W 1919 opuścił Kijów. Rok później wyjechał z Noworosyjska do Konstantynopola, a następnie do Królestwa SHS. Był pierwszym przewodniczącym Towarzystwa Rosyjsko-Serbskiego. We wrześniu 1920 przeniósł się na stałe do Bari. Zamieszkał przy cerkwi, w której budowie brał niegdyś udział, i opiekował się placówką duszpasterską.
Na emigracji związany był z rosyjskimi środowiskami skrajnej konserwatywnej prawicy. W latach 20. XX wieku poparł Hitlera, podróżował do Niemiec, spotykał się z działaczami NSDAP i przychylnie wypowiadał się o nazistowskiej polityce żydowskiej.
Zmarł w domu opieki w Wiedniu 16 kwietnia 1945 roku o godzinie 10 rano na zapalenie płuc i niewydolność serca.

## Działalność publicystyczna i pisarska
W 1904 Nikołaj Żewachow publikował na łamach pisma "Obywatel" cykl artykułów pt. Pisma ziemskogo naczalnika (Письма земского начальника; pol. Listy naczelnika ziemskiego).
Na emigracji wydał dwutomowe wspomnienia (w oryginale Воспоминания товарища обер-прокурора Святейшего Синода князя Н. Д. Жевахова) - pierwszy tom został opublikowany w 1923 w Monachium, drugi - pięć lat później w Nowym Sadzie. Trzeci tom wspomnień, nad którym pracował do 1944, ostatecznie nie został wydany i pozostał w archiwum monasteru Trójcy Świętej w Jordanville. W 1936 poświęcił również odrębną pracę swojemu przyjacielowi Siergijowi Niłusowi.
Żewachow opisał we wspomnieniach swoją działalność w latach 1915-1920, sytuację w Cerkwi rosyjskiej i na dworze w ostatnich latach istnienia Imperium Rosyjskiego i w pierwszym momencie po jego upadku. Snuł również rozważania nad naturą ustroju Imperium Rosyjskiego, ideologii bolszewickiej oraz rewolucji. Twierdził, że samodzierżawie jest ideą religijną, a nie polityczną, potępiał podjętą na Soborze Lokalnym Rosyjskiego Kościoła Prawosławnego decyzję o restauracji patriarchatu i zakończeniu działania Świątobliwego Synodu Rządzącego. Twierdził, że przyczyną upadku Rosji carskiej był upadek religijności wśród prawosławnych Rosjan, hołdował w swoim tekście antysemickim teoriom spiskowym. Potępił wydaną przez metropolitę Sergiusza (Stragorodskiego) deklarację lojalności Cerkwi rosyjskiej wobec władz radzieckich.
Protokoły mędrców Syjonu uważał za autentyczny tekst. W pracy o Siergieju Nilusie przedstawiał "międzynarodowe żydostwo" jako źródło wszelkiego zła. Wzywał do oczyszczenia Nowego Testamentu z wpływów Starego, odrzucając wartość Starego Testamentu i utrzymując, że nauczanie św. Pawła o relacjach między obydwiema częściami Pisma Świętego nie było oparte na autentycznych podstawach.